# لورينسكوغ
لورينسكوغ (بالنرويجية: Lørenskog)‏ هي بلدية في مقاطعة آكرشوس بالنرويج وتعد جزءا من منطقة رومريك التاريخية. المقر الإداري للبلدية هو قرية لورينسكوغ. كانت لورينسكوغ جزءا من بلدية سكيدسمو قبل أن تفصل عنها سنة 1908 لتشكل بلدية مستقلة.

## التسمية
سميت البلدية نسبة إلى مزرعة لايرهايمر القديمة (لا وجود لهذه المزرعة اليوم). الجزء الأول «لاير» يعني الطين أو الوحل أما الجزء الأخير «هايمر» فيعني المزرعة، وهكذا فإن الاسم كاملا يعني «المزرعة التي بينت فوق أرض طينية». فيما بعد أضيف جزء «سكورغ» إلى الاسم ويعني الغابة ليصبح معنى الاسم «الغابة الموجودة حول مزرعة لايرهايمر».

## شعار النبالة
اعتمد شعار النبالة سنة 1957 وهو يصور ناعور بلون أحمر مع خلفية ذهبية وقد لعب هذا الناعور دورا هاما في اقتصاد المنطقة فيما مضى.

## الجغرافيا
تقع البلدية بالضبط شرق العاصمة أوسلو ويصلها بها العديد من الطرق الرئيسية. يتركز أغلب السكان في الجزء الشمالي من البلدية في حين أن الجزء الجنوبي أغلبه مغطى بالغابات وحبوب الحقول. تقع في البلدية محطة لورينسكوغ وتعد محطة هامة في المنطقة. في لوسبي يوجد الناعور الممثل في شعار نبالة البلدية، إضافة إلى نادي لوسبي للغولف.

## المجموعات العرقية
عدد الأقليات (الجيل الأول والثاني) في لورينسكوغ (2015):
| الموطن الأصلي | عدد السكان |
| ------------- | ---------- |
| باكستان       | 1,152      |
| بولندا        | 893        |
| سريلانكا      | 672        |
| فيتنام        | 629        |
| إيران         | 451        |
| تركيا         | 363        |
| ليتوانيا      | 317        |
| السويد        | 304        |
| الهند         | 277        |
| العراق        | 234        |

## تطوير القرية
في الفترة ما بين 2006-2008 قام العمال في قرية لورينسكوغ بتجديدات في القرية تضمنت إنشاء مركز تسوق كبير، محطة للحافلات تقوم برحلات إلى أوسلو كل 15 دقيقة ومدرسة ثانوية جديدة.

## التعليم
يوجد في البلدية سبعة مدارس ابتدائية وأربعة مدارس إعدادية موجودة في كيين، هامر، لوكنوسن وفيالسرود. إضافة إلى مدرستين ثانويتين: لورينسكوغ ومايلاند. 

## اتفاقيات التوأمة
لورينسكوغ لديها اتفاقيات توأمة مع كل من:
- غارشينغ باي مونشن، بافاريا، ألمانيا.[9]
- يارفنبا، فنلندا الجنوبية، فنلندا.[10]
- رودوفر، إقليم هوفدستادن، الدنمارك.[11]
- تابي، محافظة ستوكهولم.[12]

## روابط خارجية
- معلومات حول البلدية في موقع الإحصاء النرويجي.